# Az utolsó akcióhős
Az utolsó akcióhős (eredeti cím: Last Action Hero) 1993-ban bemutatott amerikai fantasztikus akció-filmvígjáték, amely az akciófilmek műfajának és kliséinek kigúnyolásáról szól. Akciófilmek számtalan paródiáit tartalmazza további filmek formájában a filmen belül.
Amerikában 1993. június 18-án, Magyarországon 1993. augusztus 13-án mutatták be a mozikban, új szinkronnal 2010. szeptember 6-án adták ki Blu-ray-en.
A film jegyeladási és kritikai szempontból is megbukott, de idővel VHS-en és DVD-n keresztül sikeressé vált és kultuszfilm státuszba emelkedett.

## Rövid történet
Egy fiatal mozirajongó egy varázsjegy segítségével eljut kedvenc akciófilm-szereplőjének fiktív világába.

## Cselekmény
A történet egy hosszú kaland, ami akkor kezdődik, amikor egy Daniel "Danny" Madigan nevű fiú varázslatos módon átkerül egy szürreális világba, ahol egy kitalált hős, Jack Slater (Schwarzenegger) játszik. Slater a Jack Slater akciósorozat hőse, egy félelmet nem ismerő LAPD nyomozó, akinek a parancsnoka, Dekker hadnagy azért ordibál vele mindig, mert folyamatosan megszegi a szabályokat.
Amióta az édesapja meghalt, Danny lóg a suliból, helyette inkább filmeket néz a barátjával Nick-kel, egy öregembernél, aki a megszűnőben lévő Pandora mozit működteti New Yorkban. Nick meghívja Danny-t a Jack Slater 4. privát vetítésére, és ad neki egy varázsjegyet, amit eredetileg ő kapott Harry Houdini-tól. A vetítés előtt Nick eltépi a jegyet, az egyik felét odaadja Danny-nek, a másik felét pedig beleteszi a jegy dobozba. Pár perccel a film kezdése után Danny félbeszakított jegye elkezd fényleni, és egy, a filmben lévő dinamit kiszáll a képernyőn keresztül, Danny mellé esik és felrobban. Amikor Danny felébred, Slater kocsijának hátsó ülésén találja magát, miközben üldözik őket Los Angelesen keresztül, a Slater 4. világában. Megpróbálja meggyőzni Slatert, hogy ők most egy filmben vannak, Slater viszont semmi szokatlant nem lát a világában, ami magába foglalja Whiskers-t (Danny DeVito), egy rajzfilmben szereplő macskafigurát és egyben nyomozót, egy fekete-fehér képet Humphrey Bogartról, furcsa harci páncélzatba öltözött női hivatalnokokat, és sok más karaktert egyéb Schwarzenegger filmekből (láthatjuk például a T-1000-et is a Terminátor 2-ből).
Ahogy Slater és Danny mennek a tengerpart mentén rossz fiúkat keresve, Danny felismeri – a Slater 4. bemutatójából –  a bandafőnök Tony Vivaldi (Anthony Quinn) kastélyát. Slater kétkedésének ellenére bemennek az épületbe és találkoznak Vivaldi angol szolgájával, Mr. Benedicttel (Charles Dance). Miután véletlenül meghallja, hogy mi is Danny szerepe a Slater filmben, Benedict követi őket, ahogy meglátogatják Slater lányát, Whitney-t (Bridgette Wilson). Benedict megtámadja a házat néhány bűnözővel, elveszi a varázsjegyet Danny-től, és elmenekül a Slaterrel és Whitney-vel való tűzharc után. Miközben megvizsgálja a jegyet a kastélyban, felfedez egy kaput, ami a valódi világba vezet.
Slater és Danny rájönnek, hogy Vivaldi egy tetőtéri temetésen tervezi megölni a riválisait azáltal, hogy ideggázt rak a testbe. Egy rövid jelenetben Whiskers megmenti Slatert és Danny-t, miután Slater barátja cserbenhagyta őket. Aztán Slater arra utasítja Danny-t, hogy vegyen használatba egy építési darut; közben felkapja a testet és elviszi a helyszínről, majd bedobja a kátrányba Danny segítségével. Röviddel ezután megérkezik Whitney a furgonjával, amit aztán Slater és Danny arra használ, hogy szétzúzza a gazember Vivaldi kastélyát, akit a feldühödött Benedict elárul és megöl. Kialakul egy harc, ami közben Benedict és a komornyikja átesnek a kapun a valódi világba, Slater és Danny pedig követi őket. A valódi New York-ban Slater csalódottan veszi észre, hogy ő csak egy kitalált karakter, és bosszúsan tekint a film íróira (különösen magára Schwarzenegger-re), amiért ilyen nehéz életet találtak ki neki. Amíg Danny édesanyjával beszélget, megtanul érzékeny lenni és elveszti érdeklődését az erőszakos akcióban.
Eközben Benedict rájön, hogy ebben a világban megúszhatja a gyilkosságokat, és azt tervezi, hogy eltörli Slatert a föld színéről azáltal, hogy megöli Schwarzeneggert. Slater rájön Benedict tervére, miután Benedict használja a jegyet, hogy megszökjön egy autós üldözésből, hátrahagyva egy újságot, amin kézzel írott jelek vannak bizonyos filmhirdetésekkel kapcsolatban.
A Jack Slater 4. bemutatóján, egy magával Schwarzenegger-rel való rövid találkozás után Slater szembeszáll a hasfelmetszővel (Noonan), a baltaforgató gyilkossal, aki megölte a kisfiát a Jack Slater 3-ban, és akit Benedict hozott át a valódi világba. Egy tetőn lévő jelenetben, hasonlóan a Slater 3-ban lévőhöz, a hasfelmetsző ledobja Danny-t a tetőről, mielőtt Slater megöli elektromos áram segítségével. Danny nem zuhan le, hanem az épület oldalán kapaszkodik, majd végül Slater felhúzza őt a tetőre, de harcba kerül Benedict-tel, aki mellkason lövi, és azon gondolkozik, hogy összehoz egy hadsereget a filmekben szereplő rosszfiúkból (mint például Drakula, Freddy Krueger, Hannibal Lecter és King Kong), hogy így átvegye a hatalmat a világ felett. Danny egy mozdulattal a földre kényszeríti Benedictet, és így Slaternek sikerül elvennie a fegyverét, és pont telibe lövi Benedict robbanó üvegszemét, amitől a feje szilánkokra robban szét. Ettől viszont a jegy leesik a tetőről, és egy mozi bejáratánál landol, A hetedik pecsét című film előtt. Death (McKellen) átjön a létrejövő kapun, majd követi Slatert és Danny-t Nick mozijába, ahol Danny azt reméli, hogy megmentheti Slatert, ha visszaküldi a saját világába. Death azt javasolja Danny-nek, hogy keresse meg a varázsjegy másik felét, amit utána meg is talál. Ezután Slater és Danny átkerül a Slater 4. filmbe, ahol Slater sérülései jelentéktelenül kicsik. Slater ragaszkodik ahhoz, hogy Danny visszajöjjön a saját világába. A film úgy végződik, hogy Slater elmagyarázza kalandjait Dekkernek, és aztán a naplementében vezeti a kocsiját.

## Szereplők
| Szereplő                            | Színész                             | Magyar hang               | Magyar hang        |
| Szereplő                            | Színész                             | 1. magyar változat (1993) | 2. változat (2010) |
| ----------------------------------- | ----------------------------------- | ------------------------- | ------------------ |
| Jack Slater / Arnold Schwarzenegger | Arnold Schwarzenegger               | Reviczky Gábor            | Reviczky Gábor     |
| Danny Madigan                       | Austin O’Brien                      | Sugár Bertalan            | Czető Ádám         |
| Benedict                            | Charles Dance                       | Székhelyi József          | Epres Attila       |
| Nick                                | Robert Prosky                       | Suka Sándor               | Izsóf Vilmos       |
| A hasfelmetsző / Tom Noonan         | Tom Noonan                          | Kautzky Armand            | Hegedűs Miklós     |
| Dekker hadnagy                      | Frank McRae                         | Kránitz Lajos             | Papp János         |
| Tony Vivaldi                        | Anthony Quinn                       | Csurka László             | Tordy Géza         |
| Vonós John                          | F. Murray Abraham                   | Csuja Imre                | Bezerédi Zoltán    |
| Irene Madigan                       | Mercedes Ruehl                      | Balogh Erika              | Pikali Gerda       |
| Frank bácsi                         | Art Carney                          | Bodor Tibor               | Pálfai Péter       |
| Tanárnő                             | Joan Plowright                      | Czigány Judit             | Halász Aranka      |
| Whitney Slater                      | Bridgette Wilson                    | Báthory Orsolya           | Csifó Dorina       |
| Hamlet (A Hamlet című filmben)      | Laurence Olivier                    | Csankó Zoltán             | Géczi Zoltán       |
| Rendőr a Los Angeles-i rendőrségen  | Mike Muscat                         | Várkonyi András           | Szélyes Imre       |
| A halál                             | Sir Ian McKellen                    | Kristóf Tibor             | Szélyes Imre       |
| Polgármester asszony                | Tina Turner                         | Jani Ildikó               | Sági Tímea         |
| A hasfelmetsző ügynöke              | Rick Ducommun                       | Kisfalussy Bálint         | Hannus Zoltán      |
| Orvos a temetésen                   | Nick Dimitri                        | Imre István               | N/A                |
| James Belushi                       | James Belushi (cameoszerep)         | Imre István               | N/A                |
| Jean-Claude Van Damme               | Jean-Claude Van Damme (cameoszerep) | Jakab Csaba               | N/A                |
| Little Richard                      | Little Richard (cameoszerep)        | Felföldi László           | Vári Attila        |
| Leeza Gibbons                       | Leeza Gibbons (cameoszerep)         | Papp Ágnes                | Madarász Éva       |
| Kemény ázsiai fickó                 | Professor Toru Tanaka               | Varga Tamás               | Varga Gábor        |
| M.C. Hammer                         | MC Hammer (cameoszerep)             | Wohlmuth István           | Varga Gábor        |
| Csaj a videotékában                 | Bobbie Brown                        | Dudás Eszter              | Törtei Tünde       |
| Maria Shriver                       | Maria Shriver (cameoszerep)         | Csere Ágnes               | Törtei Tünde       |
| Catherine Tramell                   | Sharon Stone (cameoszerep)          | nem szólal meg            | nem szólal meg     |
| T-1000                              | Robert Patrick (cameoszerep)        | nem szólal meg            | nem szólal meg     |
| Őrmester az őrsön                   | N/A                                 | Antal László              | Várday Zoltán      |
| Orvos                               | N/A                                 | Kardos Gábor              | Várday Zoltán      |
| Szereplő                            | Eredeti hang                        | Magyar hang               | Magyar hang        |
| Whiskers                            | Danny DeVito (cameoszerep)          | Balázsi Gyula             | Scherer Péter      |
| Előzetes narrátora                  | N/A                                 | Melis Gábor               | Welker Gábor       |

- További magyar hangok (1. változatban): Antal László, Csuja Imre, Dudás Eszter, Faragó József, Imre István, Pataky Imre, Szűcs Sándor, Varga T. József, Varga Tamás, Várkonyi András, Wohlmuth István
- További magyar hangok (2. változatban): Illyés Róbert, Sági Tímea, Szélyes Imre, Várday Zoltán, Varga Gábor, Vári Attila

## Könyvben
- Az utolsó akcióhős; Shane Black, David Arnott forgatókönyve alapján írta Robert Tine, fordította: Both Vilmos; InterCom, Budapest, 1993